# Иностроса, Эрнан
Пабло Эрнан Хуниор Иностроса Васкес (исп. Paulo Hernán Junior Hinostroza Vásquez; род. 21 декабря 1993 года, Лима, Перу) — перуанский футболист, полузащитник клуба «Мельгар» и сборной Перу.

## Клубная карьера
Иностроса начал профессиональную карьеру в клубе «Альянса Лима» из своего родного города. 7 августа 2011 года в матче против «Альянса Атлетико» он дебютировал в перуанской Примере. В начале 2012 года Эрнан перешёл в бельгийский «Зюлте-Варегем», подписав контракт на четыре с половиной года. 14 апреля в поединке против «Беерсхота» он дебютировал в Жюпиле лиге. 1 сентября в матче против «Монса» Иностроса забил свой первый гол за новую команду.
В 2013 году для получения игровой практики он на правах аренды вернулся на родину в «Универсидад Сан-Мартин». Летом 2015 года Эрнан перешёл в «Мельгар». 29 августа в матче против своего бывшего клуба «Универсидад Сан-Мартин» он дебютировал за новую команду. 28 октября в поединке против «Сьенсиано» Иностроса забил свой первый гол за Мельгар. В своём первом же сезоне Эрнан стал чемпионом страны.

## Международная карьера
В 2013 году в составе молодёжной сборной Перу Иностроса участвовал в молодёжном чемпионате Южной Америки в Аргентине. На турнире он сыграл в матчах против команд Венесуэлы, Бразилии, Уругвая, Парагвая, Колумбии, Эквадора и Чили.
7 августа 2014 года в товарищеском матче против сборной Панамы Эрнан дебютировал за сборную Перу, заменив во втором тайме Кристофера Гонсалеса.

## Достижения
Командные
 «Мельгар»
- Чемпионат Перу по футболу — 2015